# تيم كلايندينست
تيم كلايندينست (بالألمانية: Tim Kleindienst)‏ (31 أغسطس 1995 بيوتربوغ في ألمانيا - ) هو لاعب كرة قدم ألماني في مركز الهجوم. شارك مع منتخب ألمانيا تحت 20 سنة لكرة القدم. أما مع النوادي، فقد لعب مع إنيرجي كوتبوس ونادي فرايبورغ.

## روابط خارجية
- تيم كلايندينست على موقع الاتحاد الأوربي (الإنجليزية)
- تيم كلايندينست على موقع قاعدة بيانات كرة القدم.إي يو (الإنجليزية)
- تيم كلايندينست على موقع بيانات كرة القدم. دي إي (الألمانية)
- تيم كلايندينست على موقع Soccerway.com (الإنجليزية)
- تيم كلايندينست على موقع عالم كرة القدم.نت (الإنجليزية)